# L'Interprétation du rêve
Pour les articles homonymes, voir Interprétation des rêves (homonymie).
L'Interprétation du rêve (Die Traumdeutung) ou L'Interprétation des rêves est un ouvrage de Sigmund Freud publié fin 1899, mais daté par l'éditeur de 1900.
Ce livre représente un moment fondateur de la psychanalyse au début du XXe siècle.

## Histoire et réception du livre au temps de Freud
En 1925, Freud  « écrit dans son autobiographie: “L'interprétation du rêve paru en 1900, fut à peine mentionnée dans les revues spécialisées” ».

Dans l'article « Freud » du Dictionnaire du monde germanique (2007), Jacques Le Rider dit, à propos de « L'interprétation du rêve [Die Traumdeutung], ouvrage paru en novembre 1899 et publié avec le millésime 1900, dont la diffusion et le retentissement furent d'abord confidentiels, mais qui connut de nombreuses rééditions, à chaque fois remaniées », qu'il « s'est imposé comme un des ouvrages théoriques les plus célèbres du XXe siècle ».

### Années 1880-1890
Freud s'intéressait à ses propres rêves depuis longtemps, bien avant de se lancer dans l' « aventure » de son livre sur « la Traumdeutung » proprement dite: une lettre à sa fiancée Martha Bernays du 19 juillet 1883 « parle d'un “carnet de notes personnelles sur les rêves” composé à partir de son expérience ».

De même, Freud s'est intéressé très tôt aux rêves de ses patients. Au-delà d'utiles indications sur ce que ceux-ci, consciemment ou non, « dissimulaient » à leur médecin, Freud en vient à penser que les mécanismes de production du rêve sont homologues aux mécanismes de production du symptôme. Puis il admet  que cela n'était pas limité aux structures pathologiques, l'analyse des rêves pouvant constituer « une méthode puissante d'élucidation des processus psychiques eux-mêmes », et il note et analyse dès lors ses propres rêves. L'élaboration du livre durera presque quatre années, du printemps 1896 à fin 1899.

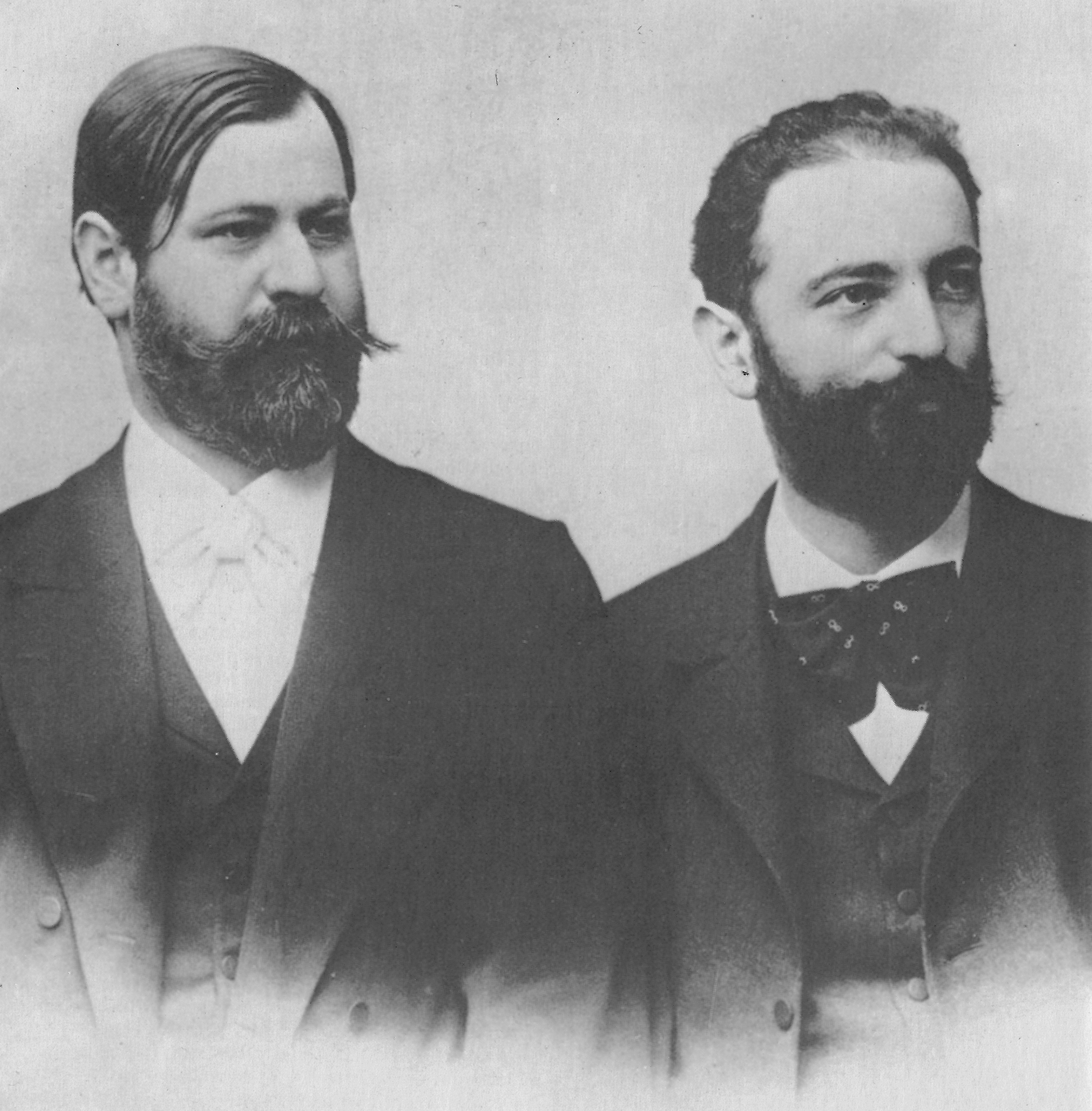
Freud et Fliess en 1890.

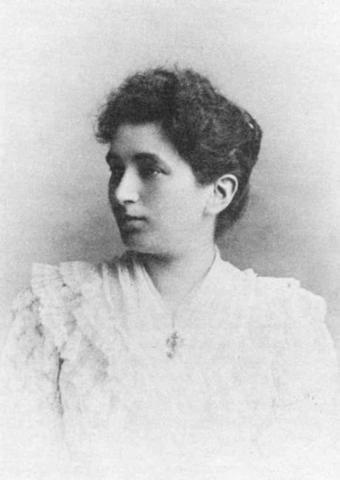
Emma Eckstein.

Au petit matin du 24 juillet 1895, Freud fait un rêve concernant l'une de ses patientes, qu'il désigne sous le prénom d'Irma, dans l'analyse qu'il en fait en 1900. L'interprétation permet à Freud de vérifier sa thèse selon laquelle le rêve est réalisation de désir, et dans ce rêve précisément, il s'agit du « désir de rejeter la responsabilité de la faute sur quelqu'un d'autre, à savoir M. et Otto ». Dans l'autoanalyse de Freud que ce rêve inaugure, Wilhelm Fliess apparaît à l'arrière-plan du rêve pour avoir commis une erreur médicale, avec l'une des patientes de Freud, Emma Eckstein.
Freud passe d'une théorie du fonctionnement psychique « neurobiologique », telle qu'il avait projeté en 1895 d'en rendre compte dans l'Esquisse d'une psychologie scientifique, essai finalement non publié, à une théorie en termes de processus psychiques, qu'il met quatre ans à élaborer et qui devient L'interprétation des rêves.
L'interprétation du rêve était déjà prête pour l'essentiel au début de 1896. 1896 est pour Freud l'année de la mort de son père, Jacob Freud, le 23 octobre. D'après Marthe Robert, citée dans la notice, « le projet même de l'ouvrage coïncidait avec une crise; Freud se contraignit finalement à l'écrire pour tenter de surmonter l'état intérieur fort pénible où la mort de son père l'avait plongé ».

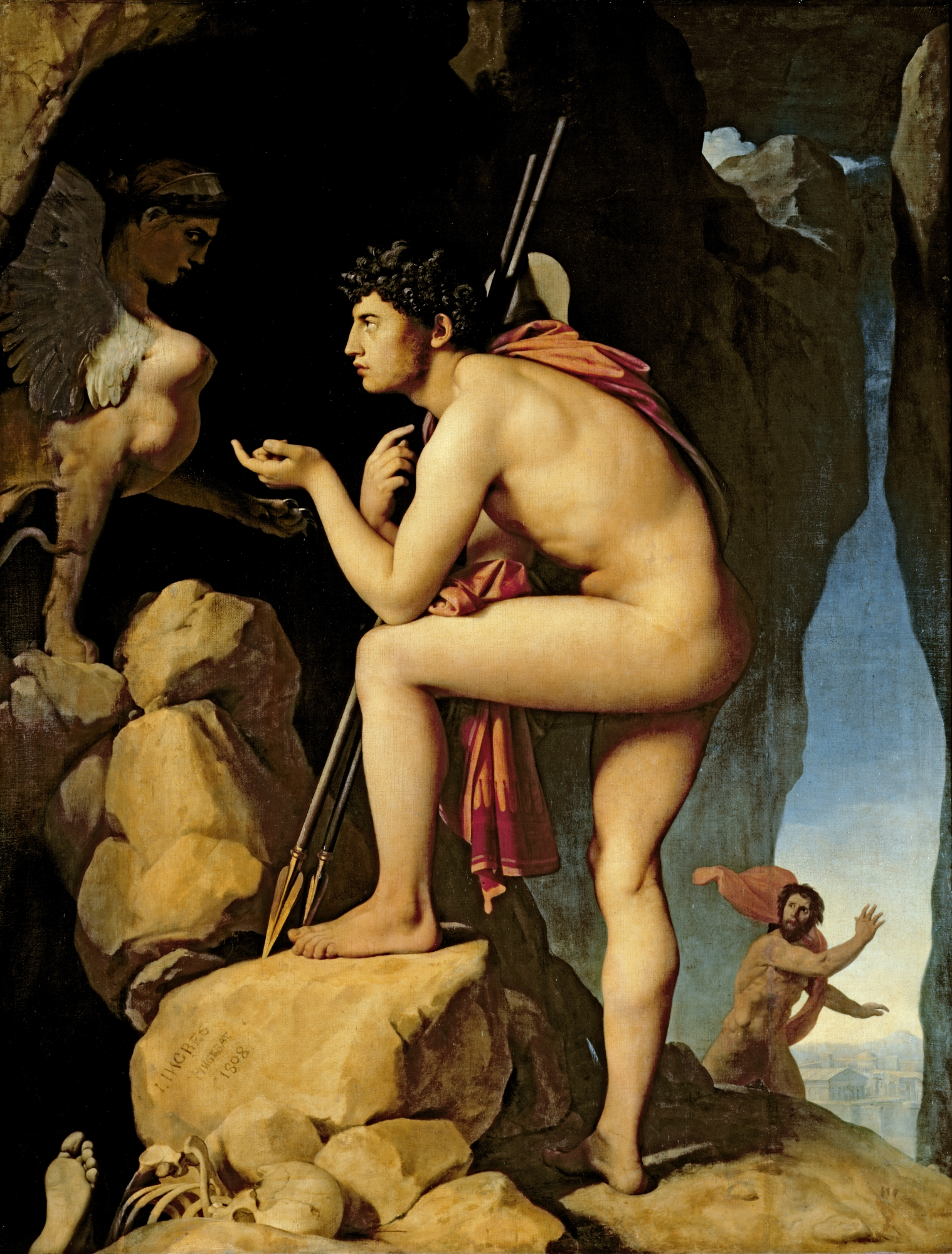
Ingres, Œdipe explique l'énigme du Sphinx, 1827.

La mort du père de Freud et les souvenirs d'enfance qui se relient à la personne de celui-ci apparaissent comme la source de plusieurs rêves, en particulier des rêves dits « de Rome ». À l'automne 1897, au retour d'un voyage en Italie, Freud déclare à son ami Wilhelm Fliess: « Je ne crois plus à ma neurotica », terme par lequel il désigne la théorie de la séduction à laquelle il renonce le 21 septembre. Dans sa lettre du 15 octobre 1897, il fait référence au « mythe d'Œdipe » en écrivant à Fliess: « J'ai trouvé en moi comme partout ailleurs des sentiments d'amour envers ma mère et de jalousie envers mon père, sentiments qui sont, je pense, communs à tous les jeunes enfants [...] s'il en est ainsi [...] on comprend l'effet saisissant d' Œdipe roi  ».
Achevé en septembre 1899, le manuscrit de Freud est publié le 4 novembre  par l'éditeur Deuticke, qui le date pourtant de 1900: « remarquable intuition », écrit Roger Perron, pour un livre « qui devait ouvrir le siècle de la psychanalyse ».

### 1900 et les éditions suivantes
La première édition (600 exemplaires) « se vend mal ». Freud écrit à Fliess le 23 mars 1900 : « [...] les éloges ressemblent à des aumônes, l'ouvrage est manifestement antipathique à la plupart des gens ». Cette vision assez pessimiste de Freud sur la réception de son livre est cependant démentie dans la réalité : Henri Ellenberger a relevé « au moins onze recensions dans des périodiques d'intérêt général et des revues scientifiques, dont certaines furent très élogieuses ». En France, Bergson salue les découvertes de Freud dans une conférence de mars 1901.

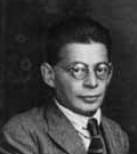
Otto Rank collabora aux éditions 3-7 de L'interprétation du rêve.

L'interprétation du rêve est un texte qui fut beaucoup remanié et qui, de 1900 à 1930, connut huit éditions. Otto Rank collabora à la troisième édition (1911) et de manière importante à la quatrième édition (1914). Il rédigea deux chapitres qui figurent dans les éditions 4-7, de 1914 à 1922: « Traum und Dichtung » [« Rêve et poésie »] et « Traum und Mythus » [« Rêve et mythe »].

La célèbre phrase: « l'interprétation du rêve est la via regia menant à la connaissance de l'inconscient dans la vie d'âme » est un ajout de 1909 (2e édition).
En 1921, Freud écrit que si ce livre avait jadis pour rôle d'informer (« sur la nature du rêve »), « il lui faut maintenant remédier, avec tout autant de soins, à l'incompréhension têtue que rencontre cette information ».
En 1924, devenu plus « confiant dans les destinées de son livre », il écrit dans le « Court abrégé de la psychanalyse » : « La psychanalyse est pour ainsi dire née avec le XXe siècle ». Un siècle plus tard, L'interprétation du rêve est « le titre le plus universellement diffusé de toute l'œuvre freudienne ».

Les milieux philosophiques, littéraires ou artistiques « exprimèrent leur approbation », et le livre fut accueilli avec enthousiasme par les surréalistes français, spécialement par André Breton.
En 1931, dans sa préface à la troisième édition anglaise (révisée) de The Interpretation of dreams, Freud écrit à propos de son livre qu'il demeure « pour l'essentiel inchangé ». Il le considère comme « la plus précieuse de toutes les découvertes » qu'il a eu « la bonne fortune de faire ». 

## Le rêve comme « accomplissement de souhait »
« Wunsch [souhait] est le grand mot de la Traumdeutung », souligne François Robert en 2010.
Selon les théorisations de Freud, le rêve, loin d'être un phénomène absurde ou magique, possède un sens : il est « l'accomplissement d'un désir » ou, plus exactement et littéralement traduit de l'allemand Wunscherfüllung, c'est un « accomplissement de souhait » (traduction des OCF.P). Il a pour fonction de satisfaire le rêveur. Le rêve renseigne par conséquent sur les désirs plus secrets du rêveur, c'est-à-dire  « refoulés » dans son inconscient. Au chapitre II où il explique sa méthode de l'interprétation des rêves à partir du rêve exemplaire de L'injection faite à Irma, Freud déclare: « Le rêve expose les faits tels que j'aurais souhaité qu'ils se fussent passés; son contenu est accomplissement d'un désir, son motif un désir après complète interprétation, tout rêve se révèle comme l'accomplissement d'un désir ».

## Sept chapitres
La traduction des têtes de chapitres se réfère à l'ancienne traduction d'Ignace Meyerson, publiée en 1926 sous le titre La science des rêves, augmentée et entièrement révisée par Denise Berger, et intitulée L'interprétation des rêves :
1. La littérature scientifique concernant les problèmes du rêve.
2. La méthode d'interprétation des rêves. Analyse d'un exemple de rêve.
3. Le rêve est un accomplissement de désir.
4. La déformation dans le rêve.
5. Le matériel et les sources du rêve.
6. Le travail du rêve.
7. Psychologie des processus du rêve.

Élisabeth Roudinesco et Michel Plon discernent trois parties dans L'interprétation du rêve : 
1. le chapitre I qui est « la recension bibliographique des travaux effectués avant Freud » ;
2. « la méthode d'interprétation des rêves, la théorie de la formation du rêve, sa fonction, le travail du rêve composent la deuxième partie » qui comprend les cinq chapitres suivants, chapitres « essentiels, plusieurs fois modifiés » par Freud ;
3. la troisième partie correspond au chapitre VII, consacré à l'exposé de la théorie du fonctionnement de l'appareil psychique : Freud y « expose les instances de sa première topique »:  conscient, préconscient et inconscient[21].

## Contenu du livre

### Méthode d'interprétation
Freud propose l'une des premières descriptions de la méthode propre à l'interprétation analytique. De fait, il décrit la règle de l'association libre qui reste l'un des piliers essentiels de la pratique psychanalytique. Freud prend appui, pour indiquer ce qu'est la technique de l'interprétation, sur  plusieurs de ses propres rêves.

#### « L'injection faite à Irma » et l'auto-analyse de Freud

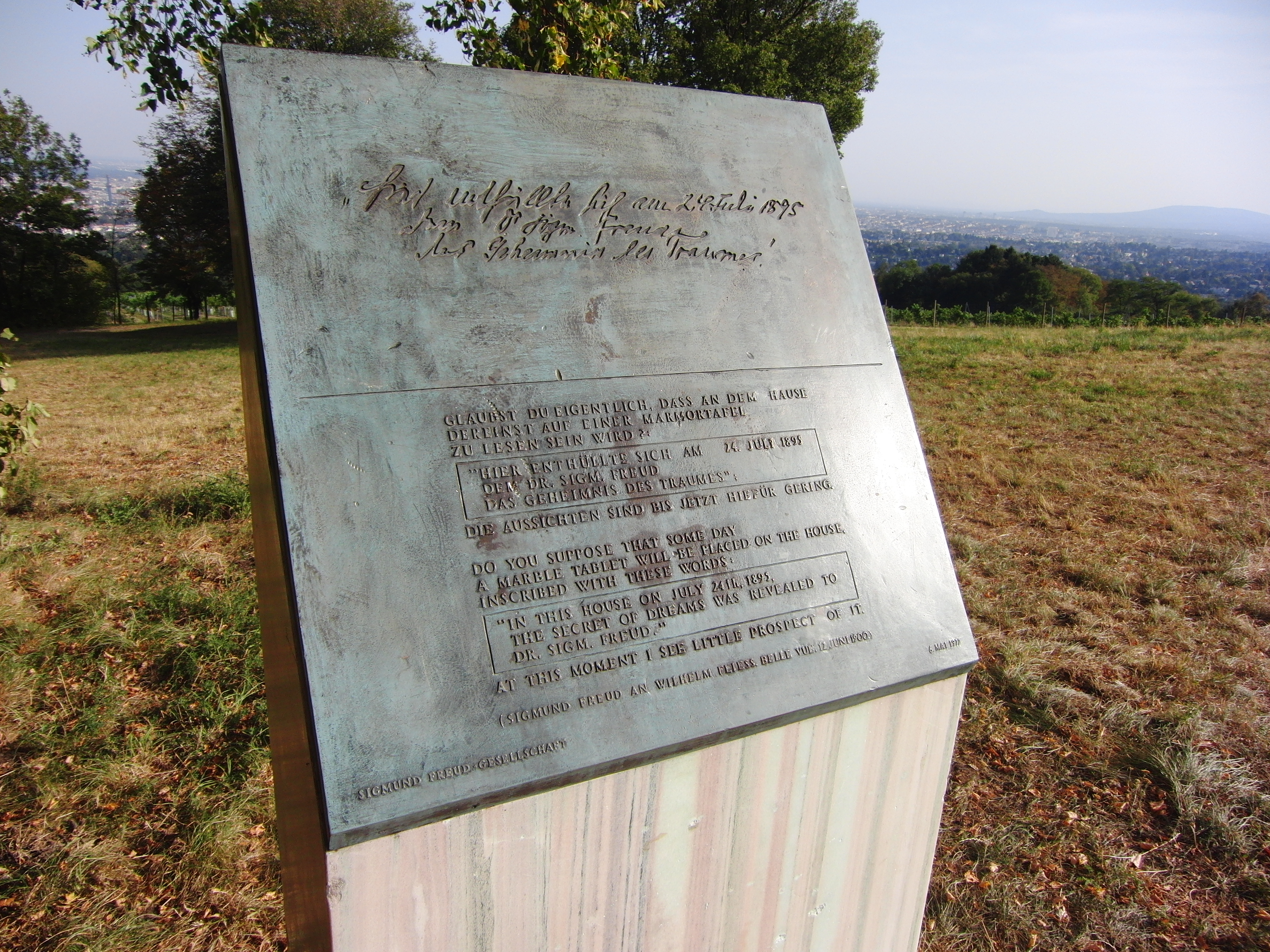
Plaque commémorative du lieu, près de Grinzing où « le 24 juillet 1895, le mystère du rêve fut révélé au Dr Sigmund Freud » (rêve de l'injection faite à Irma).

Le rêve de « l'injection faite à Irma » est inaugural en tant que « modèle » et pour son analyse au chapitre II du livre intitulé « La méthode de l'interprétation du rêve. Analyse d'un échantillon (Muster) de rêve  ». Ce rêve inaugure l'énoncé du processus d'interprétation du rêve et d'une certaine façon l'histoire de la technique psychanalytique et la période d'autoanalyse de Freud, où son ami Wilhelm Fliess joue un rôle important.

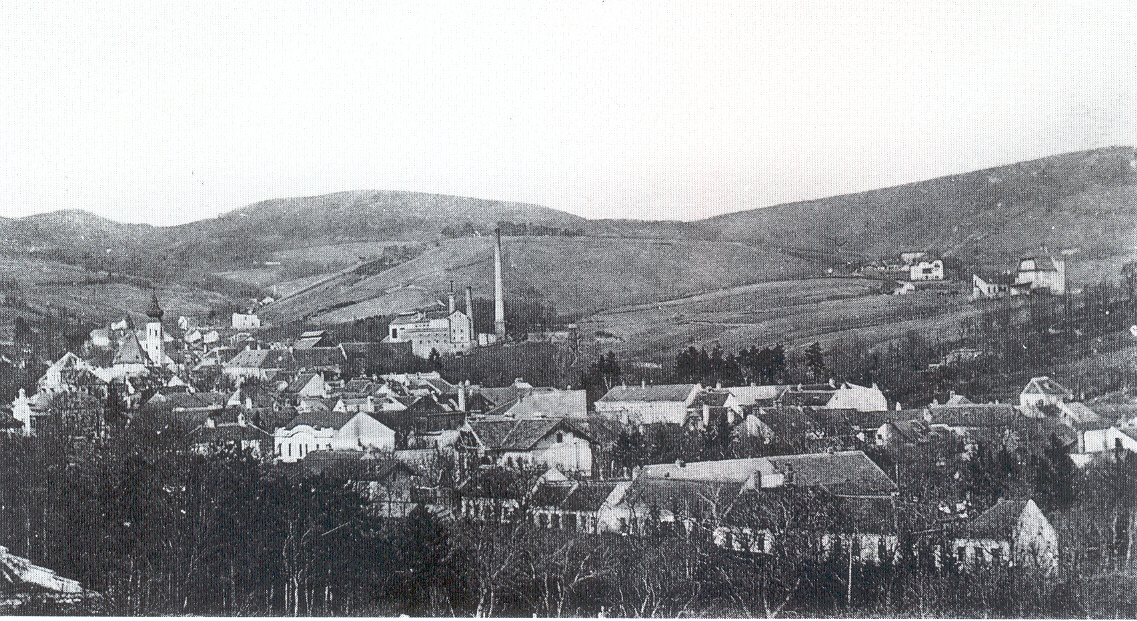
Grinzing en 1900.

Freud fait ce rêve dans la nuit du 23 au 24 juillet 1895, durant ses vacances et alors qu'il séjournait à la Villa Bellevue près de Grinzing dans les environs de Vienne. Le rêve se passe quelques jours avant l'anniversaire de Martha, la femme de Freud, alors enceinte de leur dernier enfant, Anna. Bellevue était une maison isolée, sur l'une des collines adjacentes au Kahlenberg. L'analyse de son rêve par Freud lui permet d'en déduire ce qui devient la thèse principale de son livre, selon laquelle « le rêve s'avère être un accomplissement de souhait ». Freud, au cours d'un séjour l'année suivante à Bellevue, écrit à Fliess :  « Crois-tu vraiment qu'il y aura un jour sur cette maison une plaque de marbre où on pourra lire : “Ici se dévoila le 24 juillet 1895 / au Dr Sigmund Freud / le mystère du rêve.” Les chances en sont jusqu'à présent bien minces ». 
Une grande partie des rêves rapportés dans la Traumdeutung étant constituée des rêves de Freud , L'interprétation du rêve représente, avec les Lettres à Fliess, l'un des deux volets de l'auto-analyse » de Freud.

#### Les « rêves de Rome » de Freud et l'infantile
Les  « rêves de Rome » ne se passent pas à Rome mais se rapportent à la « désirance » (Sehnsucht) de Freud d' « aller à Rome ». Ils représentent entre autres et parmi les rêves d' « ambition » de Freud la place importante de « l'infantile » dans les sources du rêve. C'est au cours des « rêves de Rome » qu'est évoquée notamment l'histoire du père de Freud humilié par un chrétien parce que juif, histoire que Jacob Freud avait racontée à son fils enfant : placés dans la partie B « L'infantile dans le rêve » du chapitre V « Le matériel du rêve et les sources du rêve », Freud y « associe librement » à son « héros favori » dans l'adolescence, Hannibal Barca dont le père Hamilcar Barca « fait jurer à son petit garçon, devant l'autel domestique, qu'il prendra vengeance des Romains ». Freud écrit: « Hannibal et Rome symbolisaient pour l'adolescent que j'étais l'opposition entre la ténacité du judaïsme et l'esprit d'organisation de l'Église catholique ».

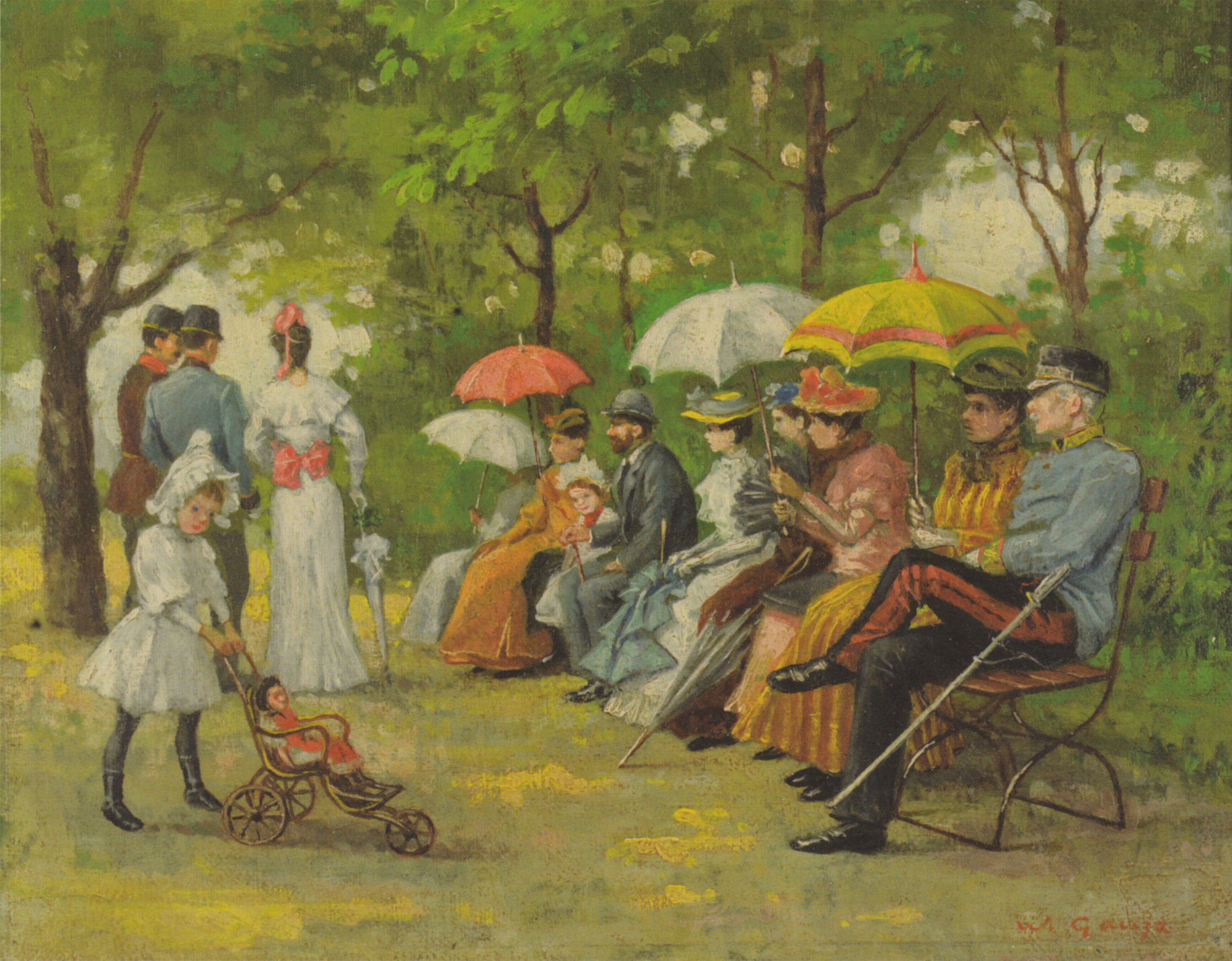
Le Prater, vers 1895 par Wilhelm Gause.

C'est à  ce souvenir d'enfance « enfoui » considéré comme un « excitateur de rêve » que Freud fait remonter sa « désirance  d'aller à Rome », en analysant dans le troisième rêve l'élément figuratif de « Monsieur Zucker »  à qui il « décide de [...] demander [son] chemin menant à la ville » (Lübeck dans le « récit de rêve »), avec l'« association libre » d'ordre verbal à l'expression bien connue « Tous les chemins mènent à Rome ». Dans un autre rêve inspiré par « l'ambition » et rappelé auparavant, Freud avait associé à ce qu'on lui avait raconté dans son enfance : « une vieille paysanne avait prophétisé à la mère heureuse de son premier-né qu'elle avait fait cadeau au monde d'un grand homme ». Cette « prophétie » se trouva renforcée par un autre souvenir de jeunesse de Freud alors jeune garçon de onze ou douze ans, que ses parents avaient emmené au Prater et auquel un « poète » ambulant eut l'occasion de prophétiser « contre une petite rétribution » qu'il pourrait bien « un jour devenir “ministre” ».

### Contenu manifeste du rêve et contenu latent
Le rêve comme le rêveur le raconte est appelé le contenu manifeste. Il accomplit un désir refoulé. L'interprétation a pour but de déceler ce contenu latent.
1. Le contenu manifeste du rêve « désigne le rêve avant qu'il soit soumis à l'investigation analytique, tel qu'il apparaît au rêveur qui en fait le récit »[35].
2. Le contenu latent est l'« ensemble de significations auquel aboutit l'analyse d'une production de l'inconscient, singulièrement du rêve. Une fois déchiffré, le rêve n'apparaît plus comme un récit en images mais comme une organisation de pensées, un discours, exprimant un ou plusieurs désirs »[36].

Selon Freud, « le contenu latent est antérieur au contenu manifeste, le travail du rêve transformant l'un en l'autre ». Toutefois, « cela ne signifie pas que l'analyste puisse tout redécouvrir », précisent Laplanche et Pontalis en citant Freud : « “Dans les rêves les mieux interprétés on est souvent obligé de laisser dans l'ombre un point [...]. C'est là l'ombilic du rêve” ».

### Travail du rêve
Le « travail du rêve » consiste en un ensemble d'opérations « qui transforment les matériaux du rêve (stimuli corporels, restes diurnes, pensées du rêve) en un produit : le rêve manifeste. La déformation est l'effet de ce travail ». Laplanche et Pontalis signalent qu' « à la fin du chapitre IV de L'interprétation du rêve (Die Traumdeutung, 1900), Freud écrit : “Le travail psychique dans la formation du rêve se divise en deux opérations : la production des pensées du rêve, leur transformation en contenu [manifeste] du rêve” ». C'est la seconde de ces deux opérations « qui constitue au sens strict le travail du rêve dont Freud a analysé les quatre mécanismes : Verdichtung (condensation), Verschiebung (déplacement), Rücksicht auf Darstellbarkeit (prise en considération de la figurabilité), sekundäre Bearbeitung (élaboration secondaire) » :
1. La « condensation » est le fait que plusieurs représentations s'amalgament et n'en font plus qu'une. Ainsi, un seul élément du rêve manifeste peut recouvrir plusieurs pensées latentes du rêve : « la condensation s'organise autour de certains des termes du contenu manifeste, sortes de points de nouage sous lesquels s'est effectuée une fusion entre plusieurs pensées latentes très différentes les unes des autres »[38].
2. Le « déplacement » « résulte de transferts d'intensités psychiques de certains éléments sur d'autres, de telle manière que certains, riches, deviennent sans intérêt et peuvent ainsi échapper à la censure, alors que d'autres vont se trouver survalorisés »[38].
3. La « figuration », ou prise en considération de la figurabilité est le troisième mécanisme : Freud « montre que le rêve, voie royale d'accès à l'inconscient, ne peut représenter des relations logiques entre les éléments qui le composent (alternatives, contradictions ou causalités), mais qu'il peut en revanche les modifier ou les maquiller, l'interprétation ayant pour tâche de rétablir ces relations effacées par le travail du rêve ». Ainsi, « deux personnes peuvent n'en faire qu'une » (importance de l'identification) ou peuvent « être représentées par une seule chose qui leur est commune ». Le processus de l'identification permet au rêveur de « se déguiser : “C'est la personne même du rêveur, souligne Freud, qui apparaît dans chacun des rêves, je n'ai trouvé aucune exception à cette règle. Le rêve est absolument égoïste” » [39].
4. Pour les auteurs du Vocabulaire de la psychanalyse , le « quatrième mécanisme », l'« élaboration secondaire », représente « un deuxième temps du travail (Arbeit) du rêve ; elle porte sur des produits déjà élaborés par les autres mécanismes (condensation, déplacement, figuration) » : l' « élaboration secondaire » est pour Freud un « effet de la censure » et « peut être rapprochée de la rationalisation ». Elle joue « un rôle prévalent » dans le « rêve diurne », où elle assure « une cohérence plus grande qu'à ceux du rêve »[40].

### Rêves d'autres personnes
On peut citer entre autres : « le rêve des fraises » d'Anna Freud; le « rêve du lion jaune » ; le « rêve du souper empêché (saumon fumé) » dit aussi de la « spirituelle bouchère » ; le « rêve de l'enfant qui brûle » ; le « rêve de l'enfant mort étendu dans un cercueil »...
- Le rêve du « souper empêché (saumon fumé) »[42], dit aussi de la « spirituelle bouchère » se rapporte en théorie au concept d'identification associé aux « symptômes hystériques » : la notion d' « identification hystérique » ressort du « commentaire qui suit le rêve de la “spirituelle bouchère” à propos des identifications qu'elle y fait avec son amie et présumée rivale (chapitre IV) ». C'est ainsi, dit Freud, que « les patients peuvent “souffrir pour une foule de gens et jouer à eux seuls tous les rôles d'un drame” »[43].

### Rêves de commodité
Le « rêve de commodité » satisfait « à ses deux fonctions essentielles, de satisfaction d'un désir et de gardien du sommeil ». Freud mentionne un tel rêve fait par un jeune médecin (le neveu de Breuer)  dans une lettre à W. Fliess du 4 mars 1895. Ce sera, dans L'interprétation du rêve, le  rêve de « Monsieur Pepi », cité au chapitre III et au chapitre V : le jeune médecin qu'on réveille de bon matin pour qu'il aille prendre son service à l'hôpital, se rendort aussitôt, et rêve qu'il est déjà à l'hôpital, couché dans un lit, avec un écriteau  à la tête du lit portant son nom. Il n'a donc pas besoin de se rendre à son travail et peut se rendormir.

### Rêves typiques
« Le rêve typique est un rêve qui, par son contenu et sa forme, se présente de façon à peu près semblable chez un grand nombre de personnes ». Freud consacre « un long sous-chapitre » aux rêves typiques, au chapitre IV de L'interprétation du rêve.
Par exemple, les rêves « d'examen », « de nudité » , « de vol » (dans les airs), comptent parmi les rêves « typiques ».
C'est à l'occasion des rêves typiques « de la mort de personnes chères » que Freud évoque « la légende d'Œdipe » en référence à Œdipe-Roi de Sophocle.

### Symbolisme
Au chapitre VI de L'interprétation du rêve, Freud « consacre un paragraphe à “la figuration par symboles en rêve” ». Il s'agit d'« équivalences symbole-symbolisé relativement constantes et universelles dans une culture donnée (et, pour certaines peut-être, dans toute culture) ». Étant donné « la multiplicité des exemples donnés », Roger Perron insiste sur le fait qu'il ne faut pas « y voir une nouvelle “clé des songes”, démarche contre laquelle tout cet ouvrage s'insurge ».
Dans le rêve d'une jeune femme  agoraphobe, celle-ci s'est fabriqué un chapeau avec les organes génitaux de son mari, afin de se protéger de son désir de se laisser séduire par de beaux militaires: le chapeau est le symbole de l'homme (de l'organe génital masculin).

Dans un « rêve d'escalier » (communiqué et interprété par Otto Rank), « toute la symbolique de l'escalier se démasque comme représentance du coït ».
Au chapitre VI sur « Le travail du rêve », Freud, en citant le travail d'Otto Rank « sur la “stratification symbolique dans le rêve à réveil provoqué” (1912) », suit les développements de ce dernier concernant « le fait qu'un grand nombre de “rêves à stimulus urinaire” sont à vrai dire causés par un stimulus sexuel qui cherche à se satisfaire d'abord sur la voie de la régression sous la forme infantile de l'érotisme urétral » (L'Interprétation du rêve, ajout de 1919).

## Le chapitre VII
Le dernier chapitre « Sur la psychologie des processus de rêve » représente un livre en soi, d'une grande importance théorique. « Freud y met en place sa conception de l'appareil psychique en reprenant nombre des éléments contenus dans les “manuscrits” envoyés à Fliess au cours des années précédentes ». Il y développe pour la première fois « sa conception de l'inconscient, l'opposition entre processus primaire et processus secondaire, préfiguration de l'opposition entre principe de réalité et principe de plaisir et sa conception du refoulement ».

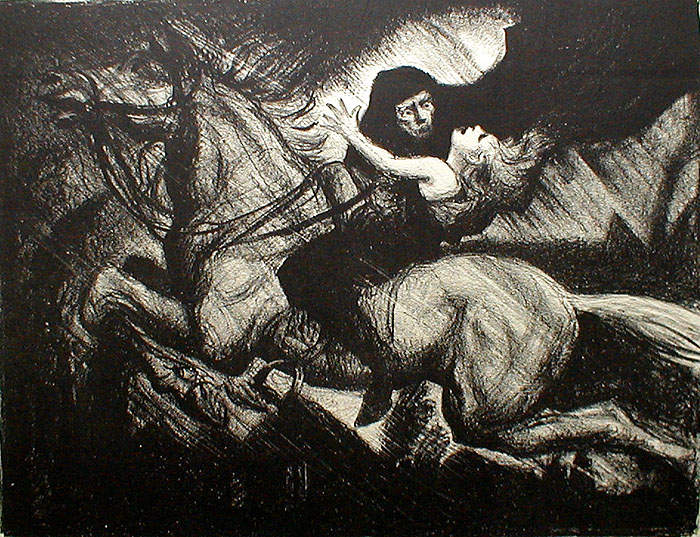
Illustration (A.E. Sterner) du Roi des aulnes de Goethe

Les schémas de l'appareil psychique, explicatifs de la première topique freudienne, sont situés dans la seconde section (B dans les OCF.P) sur « La régression ».
Le chapitre VII commence par le rêve de l'« Enfant qui brûle ». Le rêve est cité à plusieurs reprises dans la suite du chapitre VII . Robert Mancini, à propos de ce rêve de « l'enfant mort qui brûle : Père, ne vois-tu pas [...] » allusif à un vers de la ballade de Goethe « Le Roi des aulnes », pose la question : « Pourquoi Freud a-t-il fait du rêve de l'enfant mort l'illustration de sa métapsychologie [...]? » . 
D'après le Vocabulaire de la psychanalyse, c'est afin de « rendre compte d'un aspect essentiel du rêve » que Freud a introduit dans la Traumdeutung la notion de « régression », d'abord « dans un sens surtout topique »: comme « les pensées du rêve se présentent principalement sous forme d'images sensorielles qui s'imposent au sujet de façon quasi hallucinatoire », écrivent Laplanche et Pontalis, « l'explication de ce caractère exige une conception topique de l'appareil psychique comme formé d'une succession orientée de systèmes ». Avec la découverte progressive dans les années 1910-1912 des « stades du développement psycho-sexuel infantile se succédant dans un ordre déterminé », qui permettait de dégager de manière plus affirmée « la notion de régression temporelle », Freud, dans un ajout de 1914 à L'Interprétation du rêve au chapitre VII, y différencie le désormais concept de « régression » en ces termes : « “Nous distinguons trois sortes de régressions: a) Topique au sens du schéma [de l'appareil psychique] ; b) Temporelle, où sont reprises des formations psychiques plus anciennes ; c) Formelle, lorsque les modes d'expression et de figuration habituels sont remplacés par des modes primitifs. Ces trois formes de régression, à leur fondement, n'en font qu'une et, dans la plupart des cas, elles se rejoignent, car ce qui est plus ancien dans le temps est également primitif dans sa forme et, dans la topique psychique, se situe près de l'extrémité perception” » ,.

Dans L'interprétation du rêve, Freud compare l'« appareil psychique » avec un appareil optique pour rendre compréhensible, dit-il, le fonctionnement psychique « en attribuant chaque fonction particulière à une partie constitutive de l'appareil » ; il rattache différentes fonctions à des « lieux spécifiques ». Une « topique » est « une théorie des lieux (du grec: τόποι) », ici des « lieux psychiques dont on peut donner une représentation figurée spatialement » et qui correspondent à des systèmes « disposés dans un certain ordre les uns par rapport aux autres ». Dans la « première topique » freudienne, « la distinction majeure se fait entre Inconscient, Préconscient et Conscient » :
- Dans le cadre de la première topique, l'inconscient « est constitué de contenus refoulés qui se sont vu refuser l'accès au système préconscient-conscient par l'action du refoulement »[60].
- « Du point de vue métapsychologique, le système préconscient est régi par le processus secondaire. Il est séparé du système inconscient par la censure »[61]. Dans L'interprétation du rêve, la « censure » « est postulée pour rendre compte des différents mécanismes de déformation (Entstellung) du rêve »[61].
- La « fonction perception-conscience » est souvent rattachée par Freud au « système préconscient, désigné alors comme système préconscient-conscient (Pc-Cs) »[62].

En faisant de la perception-conscience « la fonction d'un système particulier », Freud en arrive à postuler « une incompatibilité entre la conscience et la mémoire ». Dans la mémoire, « Freud introduit des distinctions topiques » : un événement « s'inscrit dans différents systèmes mnésiques ».
Dans ses Problématiques V — Le baquet, Jean Laplanche reprend dans le texte, en le retraduisant, la lettre 52 de Freud à Wilhelm Fliess, qui permet d'expliquer le « modèle » du rêve du chapitre VII :
```
                I                 II                III               
 Pc            S.Pc               Ics.              Pcs.              Cs.   
x  x - - - - - x  x   - - - - - - x x  - - -- - - - x  x  - - - - -  x  x 

 x             x x                x  x               x                x 
```

« Pc, ce sont des neurones, dans lesquels les perceptions se produisent, à quoi se relie la conscience, mais qui ne  conservent, en eux-mêmes, aucune trace de l'événement. Conscience et mémoire en effet s'excluent [on ne peut percevoir que dans la mesure où, sans cesse, se trouve remise à l'état vierge la plaque sensible].
“ S-Pc [Signe de perception] est la première inscription des perceptions, tout à fait incapable de conscience, disposée selon l'association de simultanéité.
“ Ics [inconscience], c'est la seconde inscription ordonnée selon d'autres relations, peut-être causales. Les traces ics correspondraient peut-être à des souvenirs de concept, pareillement inaccessibles à la conscience.
“ Pcs [préconscience] est la troisième transcription [...] liée à des représentations de mot, correspondant à notre moi officiel. [...] ».
« Ce qui nous est décrit avec L'interprétation du rêve », écrit plus loin Jean Laplanche, « c'est donc la transformation de ce modèle en un appareil fermé (vous retrouvez à l'intérieur les systèmes I, II, III, sous la forme de nos plaques de radiographie) quelque chose qui évoque un organisme ». Cet « organisme » est fermé « à droite » dans la mesure où « le rêve travaille essentiellement sur des restes diurnes ». Ce sont des « éléments non refoulés, relativement accessibles », ajoute Laplanche : « le rêve leur a fait subir un traitement qui est véritablement un mauvais traitement [...] selon les règles de sa logique propre » : La « logique du rêve » obéit à celle des « processus inconscients : condensation, déplacement, figuration, etc. ».

## Critiques et débats
Étant donné l'enjeu des thèses de Freud dans L'interprétation du rêve, le livre  suscite aujourd'hui des débats ainsi que des critiques, qui ont souvent pour objet la psychanalyse dans son ensemble en tant que méthode d'accès à la connaissance de l'inconscient.

### Critiques actuelles des psychologues cognitivistes et des neuropsychiatres
Aujourd'hui, le livre de Freud introductif de la méthode psychanalytique découverte de « l'interprétation » peut faire l'objet de critiques dans les domaines de la psychologie expérimentale, des sciences cognitives, de la neurobiologie.
L'« association libre » est notamment critiquée (G. William Domhoff, David Foulkes), tandis que pour le neurologue Bernard Lechevalier, il y a compatibilité entre la conception psychanalytique du rêve et les neurosciences.

### Sur l'analyse du rêve de « l'Injection faite à Irma »
L'interprétation par Freud, dans le cadre de son « auto-analyse », de ce rêve « modèle » de la méthode de « l'association libre » suscite toujours des controverses en fonction des niveaux d'analyse où se situent les différents auteurs. 

#### À propos de « Mathilde »
La figure de Mathilde condense plusieurs personnes dans l'interprétation par Freud de son rêve de « l'injection faite à Irma » :
En produisant l'argument que l'analyse du rêve de l'injection faite à Irma fait en 1895, qui doit illustrer entre autres la méthode de l'association libre, comporte une allusion à une maladie grave dont souffrit en 1897 la fille aînée de Freud, R. Wilcocks estime que l'analyse de ce rêve serait une construction ad hoc, et non une illustration de l'association libre.
Or, si chez Freud, ce rêve pouvait être considéré comme un rêve prémonitoire, dans la mesure où l'analyse de ses éléments diurnes évoquait les préparatifs, la veille, de la fête d'anniversaire de Martha Freud à la villa Bellevue dans la banlieue viennoise, son « interprétation » a lieu après coup. Un « rêve prémonitoire  » ne contrarie pas la thèse de Freud selon laquelle « le rêve est l'accomplissement d'un désir » : Freud pense en effet que si « la sagesse populaire a raison quand elle prétend que les rêves prédisent l'avenir », c'est qu'en réalité « l'avenir que le rêve nous montre » n'est pas  « tel qu'il se réalisera, mais tel que nous souhaitons le voir réalisé ».
- Le « cas Mathilde »

Pour Freud, le souhait du rêve de l'injection faite à Irma est celui de se disculper. Au cours de ses associations au rêve de l'injection faite à Irma, et plus profondément, Freud se souvient en fait du cas d'une patiente, Mathilde S., morte à la suite d'une intoxication médicamenteuse, dont il portait la responsabilité: « ses sentiments de culpabilité apparaissent clairement quand il fait le lien entre les craintes pour la vie de sa fille Mathilde atteinte de diphtérie [...] avec ce cas aux lourdes conséquences : “cette Mathilde pour l'autre Mathilde, œil pour œil, dent pour dent” ».

#### « Logique du rêve » et « écriture »
Le rêve de « l'injection faite à Irma » a aussi interrogé un philosophe comme Jacques Derrida par rapport à la « logique du rêve ».
À propos de l'« histoire du chaudron emprunté » que Freud introduit dans son analyse du rêve de « l'injection faite à Irma » pour illustrer la « logique du rêve », Jacques Derrida, au chapitre « La Pharmacie de Platon » de Dissémination, méditait dans les années 1970 sur le « raisonnement du chaudron » évoqué par Freud « dans la Traumdeutung pour y trouver matière à illustrer la logique du rêve »: il appliquait alors, dans un autre registre que celui de la métapsychologie freudienne, l'exemple du chaudron « troué » et de son analyse à sa propre conception de « l'écriture ».
Dans les années 1990, Derrida mentionne à nouveau ce passage de l'analyse du « rêve d'Irma » où intervient le « raisonnement du chaudron » dans Résistances — de la psychanalyse (1996), texte qui touche, pourrait-on dire avec Jacques Derrida et selon Joël Birman, aux « enjeux les plus décisifs et les plus difficiles entre [...] “la psychanalyse” et  “ la déconstruction” ».

### «Père, ne vois-tu pas...»
Dans le titre de son livre Père, ne vois-tu pas... Le père, le maître, le spectre dans L'Interprétation des rêves, Monique Schneider reprend sous forme de motto un extrait du  « rêve cité par Freud : l'enfant mort qui vient réveiller son père en lui murmurant : “Père, ne vois-tu pas que je brûle?” », avec le commentaire suivant : « Toute L'Interprétation des rêves, centrée sur le regard, la vie et la mort, résonne de cet appel adressé au père ».

### Sur « le chapitre VII »
Dans le cadre de la théorie de la séduction généralisée, Jean Laplanche, au chapitre « Rêve et communication : faut-il récrire le chapitre VII ? » de son livre Sexual (2007), s'interroge sur les rapports du rêve et de la communication. Il propose sur le plan métapsychologique de « substituer la notion de message à celle de perception », en introduisant une dualité entre l'autre émetteur du message compromis avec l'inconscient adulte chez le rêveur, et l'enfant récepteur de la sexualité infantile chez le même rêveur, qui aura, après-coup, à  « traduire » un tel message : l'homme, écrit Jean Laplanche, est « plongé dans un monde de messages. Il reçoit des messages et doit les traduire, ceci au risque de laisser de l'intraduit ».